# Герб Чорноморська
Герб Чорномо́рська — офіційний символ міста Чорноморськ Одеської області, затверджений 26 липня 2013 р. рішенням Іллічівської міської ради № 352 від 26.07.2013  «Про затвердження символіки територіальної громади міста Іллічівська». Автор-розробник герба м. Чорноморська член Українського геральдичного товариства Бузько Юрій Іванович.

## Опис
Герб міста Чорноморська має форму щита, який класифікується в геральдиці, як іспанський тип. В щиті на фоні блакитного неба, розташований маяк червоно-білого кольору, від якого йде промінь світла на зустріч кораблю золотого (жовтого) кольору, що пливе по морським хвилям синьо-білого кольору. В нижній частині щита на синьому кольорі моря знаходиться зображення ключа міста. Щит по периметру має червоний колір та обрамлений з внутрішньої та зовнішньої сторін золотим кантом. Щит обрамлено декоративним золотим картушем і увінчано золотою міською короною у вигляді трьох веж. В нижній частині картуша вказана дата заснування міста «1973».
Картуш з гербом накладено на два адміралтійські якорі золотого кольору. Картуш обрамлено лаврово-дубовим листям золотого кольору та червоною стрічкою з написом на стрічці під картушем «ЧОРНОМОРСЬК». Лазур (блакитний) колір — символізує великодушність, чесність, вірність і бездоганність, або просто небо. Білий (срібло) — символ шляхетності, відвертості, чистоти, невинності та правдивості. Червоний (червлень) — символізує хоробрість, мужність, любов, а також кров, пролиту в боротьбі. Золото (жовтий) — король металів, символізує знатність, могутність і багатство, а також в християнській вірі: віру, справедливість, милосердя, смиренність. Корабель — це символ морського торгового міста, крім того хвиля є символом морського міста. Ключ — є показником виключно важливого, ключового в стратегічному відношенні положення міста.
Маяк здавна є для моряків символом твердині, надії, нагадує про близькість рідної землі та завершення небезпечного плавання. Якір — в геральдиці символізує місто-порт, а також на всіх географічних мапах якір служить всесвітнім знаком портів. 1973 — дата заснування міста Чорноморська.